# Holger Zander
Holger Zander (ur. 23 maja 1943 w Sankt Michaelisdonn) – niemiecki kajakarz. Dwukrotny medalista olimpijski z Tokio.
Brał udział w dwóch igrzyskach olimpijskich (IO 64, IO 68). W 1964 wchodził w skład olimpijskiej reprezentacji Niemiec i zdobył srebro na dystansie 1000 metrów w czwórce oraz był trzeci w dwójce na tym dystansie. Partnerował mu Heinz Büker. Na mistrzostwach świata zdobył dwa medale, był również dwukrotnym medalistą mistrzostw Europy, srebrnym w 1967 (sztafeta 4 × K-1 na dystansie 500 metrów) oraz brązowym w 1963 (K-2 na 500 metrów).